# Jan de Baan

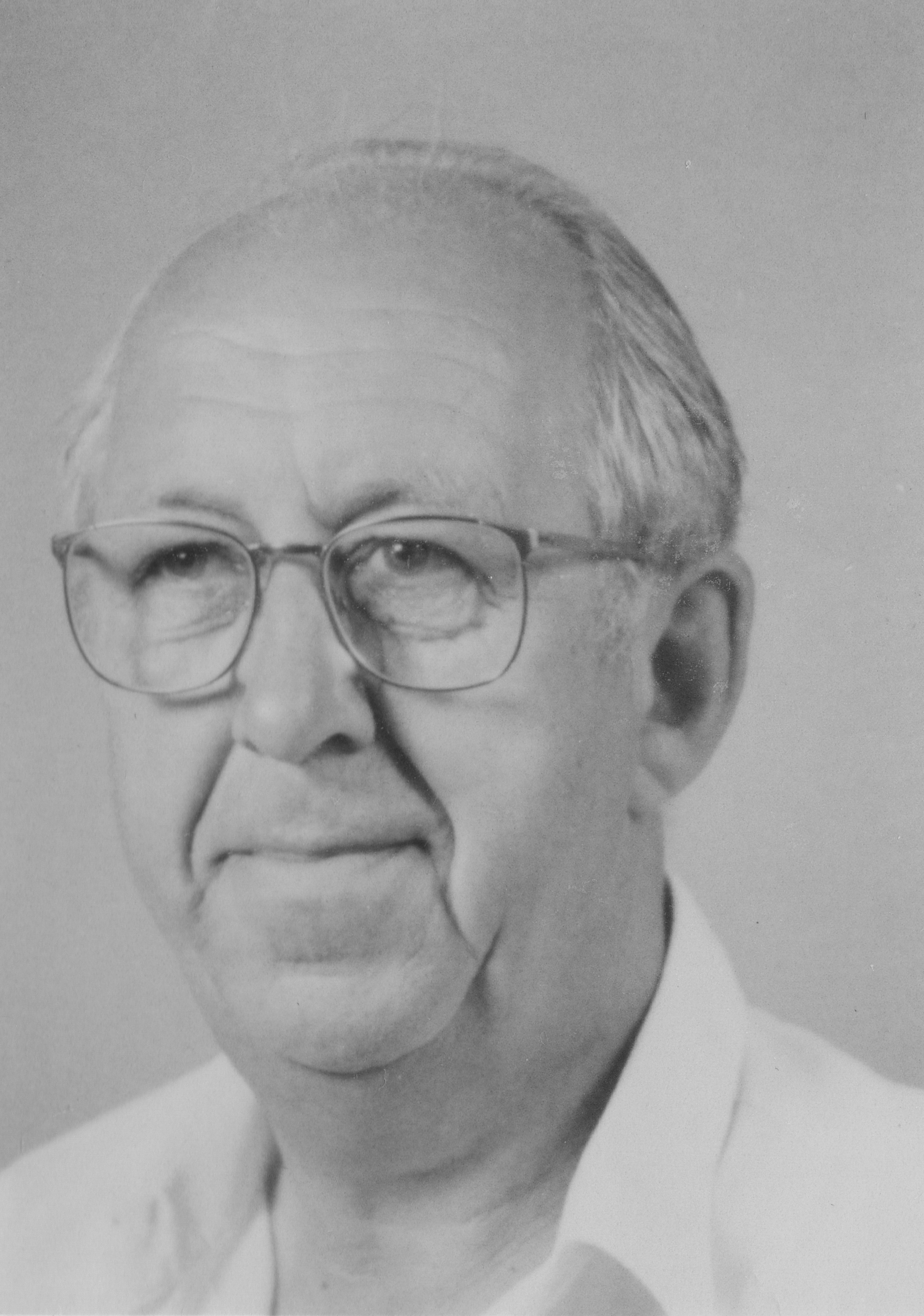
Jan de Baan

Jan de Baan (Spijkenisse, 24 april 1930 - aldaar, 27 april 1993) was winkelier en werd later bekend als amateurhistoricus en gemeentelijk archivaris van de Nederlandse gemeente Spijkenisse en het eiland Voorne-Putten. 

## Levensloop

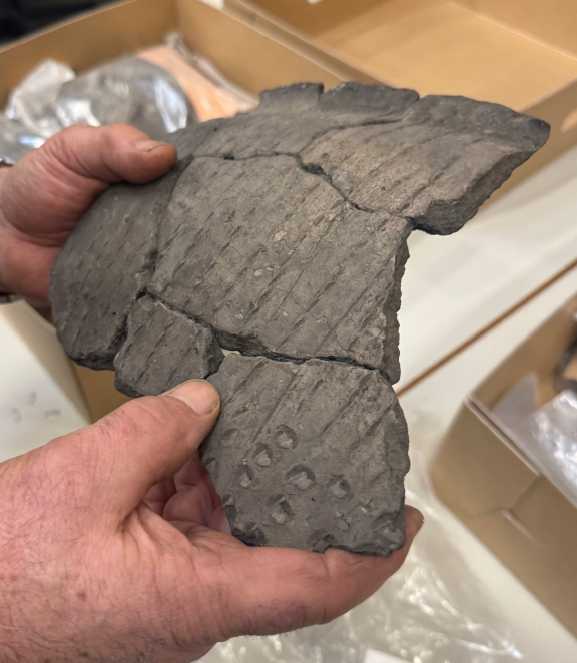
Scherven uit de IJzertijd die De Baan en Vd Meyde vonden bij Vlasschuur in Spijkenisse in 1963

Hij was de oudste zoon van Jacob de Baan (winkelier, 1891-1956) en Elizabeth Visser (1898-1977) en trouwde op 9 oktober 1956 met Jannetje (Janny) Wageveld (Rotterdam 1 februari 1930, † Spijkenisse 11 mei 2009). Uit dit huwelijk werden 2 dochters en 2 zoons geboren.
Van 1945 tot 1979 dreef De Baan een kruidenierswinkel. De Baan moest eind 1945 van school af om in de winkel helpen. Zijn vader kreeg toen een hersenschudding. Hij nam op 5 maart 1956 de winkel over.
Van begin jaren vijftig hield hij zich ook bezig met onderzoek naar en beschrijving van de historie van Spijkenisse en het eiland Voorne-Putten.
Op 18 juni 1963 vond De Baan samen met J.A. van der Meyde potscherven die door de Rijksdienst Oudheidkundig Bodemonderzoek (ROB) werden gedateerd als uit de ijzertijd. Deze vondst leidde na verder onderzoek door de ROB tot de conclusie dat dit de eerste vindplaats ten zuiden van de Oude Maas was van bewoning tijdens de ijzertijd. Tot 1963 waren alleen ten noorden van de rivieren bewoningssporen uit de ijzertijd gevonden. Kort daarna vond De Baan ook Romeins aardewerk bij de bouw van de Hartelbrug.

## Historicus van Spijkenisse
In 1980 trad hij in dienst van de gemeente Spijkenisse als oudheidkundig medewerker en archivaris. Hij bleef dat tot in 1991. In deze jaren beschreef hij de historie van de gemeente en het eiland en ordende het (foto)archief van Spijkenisse. Ook gaf hij voorlichting aan scholen, verenigingen en andere belangstellenden over de geschiedenis van Spijkenisse en omstreken via publicaties, lezingen, tentoonstellingen en andere evenementen. Bovendien adviseerde hij het gemeentebestuur inzake oude gebouwen, e.d.
De Baan was initiatiefnemer in de oprichting van het Streekarchief Voorne-Putten Rozenburg en van de Stichting Oud en Nieuw Spijkenisse. De Stichting Oud en Nieuw Spijkenisse heeft een verbindende functie tussen het historische Spijkenisse en de vele nieuwe inwoners met de meer recente geschiedenis. Wapenfeiten van die stichting zijn de realisatie van het carillon in 1988 in de oude Dorpskerk en het plaatsen van een zestal beeldengroepen die verspreid in Spijkenisse staan.

## Nevenfuncties
- 1956-1967 voorzitter Middenstandsvereniging Spijkenisse-centrum
- 1969-1980 lid Restauratiecommissie t.b.v. Dorpskerk
- 1976-1991 bestuurslid (hoofdingeland gebouwd) Waterschap De Brielse Dijkring
- 1980-1992 bestuurslid van Archeologische Werkgroep Nederland - afdeling 9 "De Nieuwe Maas"
- 1987-1993 bestuurslid Stichting Oud en Nieuw Spijkenisse
- lid van de Straatnamencommissie Spijkenisse

## Eerbetoon

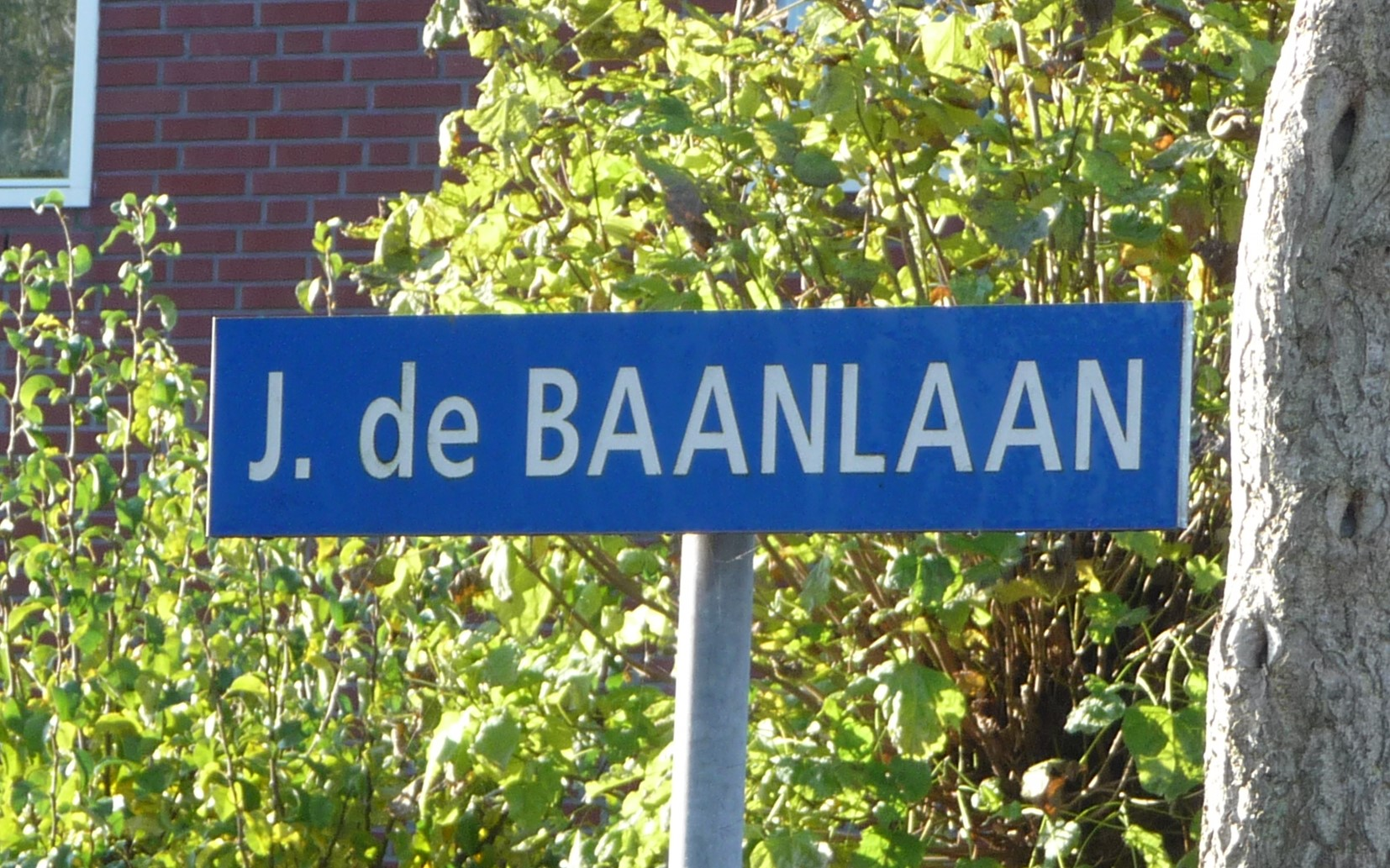
J. de Baanlaan

De Baan was ridder in de orde van Oranje-Nassau voor zijn werk voor de gemeenschap (1992). De straat J. de Baanlaan is in 1998 in Spijkenisse naar De Baan vernoemd.

## Stichting Jan de Baan (1996-2009)
Na zijn overlijden is in 1996 de Stichting Centrum voor Regionale Geschiedenis "Jan de Baan" opgericht, waarbij het bestuur zich ten doel stelde om de regionale geschiedenis voor alle geïnteresseerden en voor scholieren van Spijkenisse digitaal te ontsluiten. 
De Stichting heeft de publicatie Alles heeft zijn tijd: stichting Jan de Baan november 1996-2009 (2009, 95 pag. ISBN 978-90-809889-4-1) als afscheidsuitgave uitgebracht die een bundeling is van alle activiteiten in die periode. Daarmee heeft de stichting het werk voltooid dat De Baan niet meer heeft kunnen verrichten. Het belangrijkste doel, de digitale ontsluiting van de archieven, was in 2009 gerealiseerd. De foto's zijn via de website van het Streekarchief Voorne-Putten Rozenburg te benaderen. 
Daarnaast heeft de stichting lesbrieven voor scholieren opgesteld over o.a. Spijkenisse in de Tweede Wereldoorlog alsook de canon van Spijkenisse.

## Publicaties
- Jan de Baan, Spijkenisse en zijn oude kerk: monument, ontmoetingsplaats : 7 x 100 jaar : een overzicht na de restauratie en weer ingebruikneming op 17 december 1969. Uitgave: Comité 'Aktie Dorpskerk', 1969, 20 pag.
- Jan de Baan, Gerestaureerde Dorpskerk van Spijkenisse. In: Holland : regionaal-historisch tijdschrift, 4e jg nr 5 (oktober 1972), p. 267, (ISSN: 0166-2511).
- Jan de Baan, Spijkenisse en Hekelingen in oude ansichten. Uitgever: Europese Bibliotheek Zaltbommel, 1975, 76 pag. 2e druk 1980 (ISBN 90-288-0904-X), 3e druk 1981.
- Jan de Baan. Tien generaties De Baan in Nieuw-Helvoet, Rockanje en Spijkenisse op Voorne-Putten. Eigen uitgave, 1980, 35 pag.
- Jan de Baan, Spijkenisse in oorlogstijd. Uitgave: gemeente Spijkenisse, 1980, 40 pag. herziene druk 1985 en 1990.
- Jan de Baan, Rond het begin van Spijkenisse. Uitgave: gemeente Spijkenisse, 1981, 36 pag.
- Jan de Baan, Spijkenisse in oude ansichten - deel 2. Uitgever: Europese Bibliotheek Zaltbommel, 1982, 76 pag. (ISBN 90-288-1986-X).
- J. de Baan en A.P. Dekker, Inventarisatie historische/karakteristieke gebouwen Spijkenisse/Hekelingen. Uitgave: gemeente Spijkenisse, 1982.
- Jan de Baan, Met droge voeten door Putten. Uitgave: gemeente Spijkenisse, 1983, 58 pag. 2e druk 1984.
- Jan de Baan, De bodem vertelt haar geschiedenis: aktie-grepen van 25 jaar amateurarcheologie, april 1959-1984. Uitgave van A.W.N.-afdeling 9 "De Nieuwe Maas", 1984, 42 pag.
- Jan de Baan, Spijkenisse historisch bezien. Uitgave: gemeente Spijkenisse, 1989, 8 pag.

Daarnaast publiceerde hij in gemeentelijke uitgaven (Groei, Spijkenisse-krant) en sinds 1971 in de lokale kranten, artikelen over Spijkenisse en Voorne-Putten. Deze ondertekende hij met JdB en na zijn overlijden is een selectie van de artikelen gebundeld in:
- JdB: een verzameling publicaties uit Spijkenisse door Jan de Baan, Samenstelling en uitgave Stichting Streekhistorie Voorne-Putten Rozenburg, 1993.